# Levendbarende hagedis
De levendbarende hagedis of kleine hagedis (Zootoca vivipara) is een hagedis uit de familie echte hagedissen (Lacertidae). De soort behoorde lange tijd tot het geslacht van de halsbandhagedissen (Lacerta). Later werd het dier ingedeeld in het geslacht Zootoca.
De levendbarende hagedis heeft een zeer groot verspreidingsgebied binnen Europa en Azië en komt onder andere voor in Nederland en België. Uiterlijk is de levendbarende hagedis niet erg opvallend door de bruine kleur en het schuwe gedrag maar biologisch gezien is het een interessante soort vanwege de bijzondere aanpassingen aan een koeler en vochtiger klimaat, zoals de eierlevendbarende voortplanting.

## Uiterlijke kenmerken
De levendbarende hagedis is een vrij kleine soort die een totale lengte bereikt van maximaal 18 centimeter, de meeste exemplaren blijven echter aanzienlijk kleiner. Belangrijke onderscheidende kenmerken met andere West-Europese hagedissen zijn het cilindrische lichaam en de relatief lange staart die meer dan de helft tot twee keer zo lang kan zijn als de kop-romplengte. Bij exemplaren die de staart hebben afgeworpen (autotomie, zie onder voedsel en vijanden) is de staart donkerder van kleur en aanzienlijk kleiner. Daarnaast heeft de hagedis relatief korte poten, een dikke nek en korte en stompe kop.
De kleur van de volwassen exemplaren is koperbruin tot bruingrijs met op iedere flank twee lichte strepen in de lengte, donkerbruine flanken en zijkanten van de kop. De kleur is variabel en kan sterk neigen naar grijs of enigszins groenig zijn maar nooit zo helder groen als bijvoorbeeld het mannetje van de zandhagedis tijdens de paartijd. Over de rug en flank loopt vaak een vale bruine vlekjestekening, soms een rij vlekken. In berggebieden komen vaak melanische exemplaren voor; deze zijn geheel zwart van kleur. Ook andere reptielen die in bergen leven hebben vaak een uniform zwarte kleur; ze kunnen zo effectiever zonnen omdat een zwart lichaam meer zonnewarmte opneemt.
De mannetjes worden gemiddeld groter dan de vrouwtjes en zijn daarnaast te herkennen aan de meer donkere kleur. De kop van het mannetje is wat groter ten opzichte van het lichaam en de staartbasis van het mannetje is verdikt wat wordt veroorzaakt door de aanwezigheid van de hemipenis. Ook hebben mannetjes vaak een oranje buik die duidelijk gevlekt is met kleine, bruine tot zwarte vlekjes. De buik van het vrouwtje en de juvenielen is geelachtig en meestal ongevlekt.
De juvenielen zijn ongeveer 4 centimeter lang als ze ter wereld komen en hebben een uniform bruine tot zwarte kleur, meestal is het lichaam donkerbruin en neigt de staart naar zwart. Vaak zijn kleine oogachtige lichtere donkeromrande vlekjes aanwezig op de flanken en de rug.

### Onderscheid met andere soorten
De levendbarende hagedis is vooral te verwarren met de muurhagedis (Podarcis muralis), die eveneens een zeer grote geografische verspreiding kent evenals een zeer gevarieerde kleur. Beide soorten zijn bruin gekleurd, de muurhagedis heeft vaak een meer geprononceerde tekening op de rug die doet denken aan een nettekening. De muurhagedis is het gemakkelijkst te onderscheiden aan de spitsere kop die enigszins afgeplat is in vergelijking met de levendbarende hagedis. Een ander verschil is de rand van de halskraag, die bij de muurhagedis recht is en bij de levendbarende hagedis ietwat krom.
De levendbarende hagedis wordt ook nogal eens verwisseld met de zandhagedis. Vaak worden jonge zandhagedissen aangezien voor levendbarende hagedissen. Jonge zandhagedissen hebben kenmerkende oogstipjes op de flanken. Jonge levendbarende hagedissen hebben een heel donkere bijna zwarte staart. De kop van zandhagedissen heeft een hoger schedeldak en is ook grover. Ook staat bij de zandhagedis de kop niet zo in het verlengde van het lichaam als bij de levendbarende hagedis.

## Verspreiding en habitat

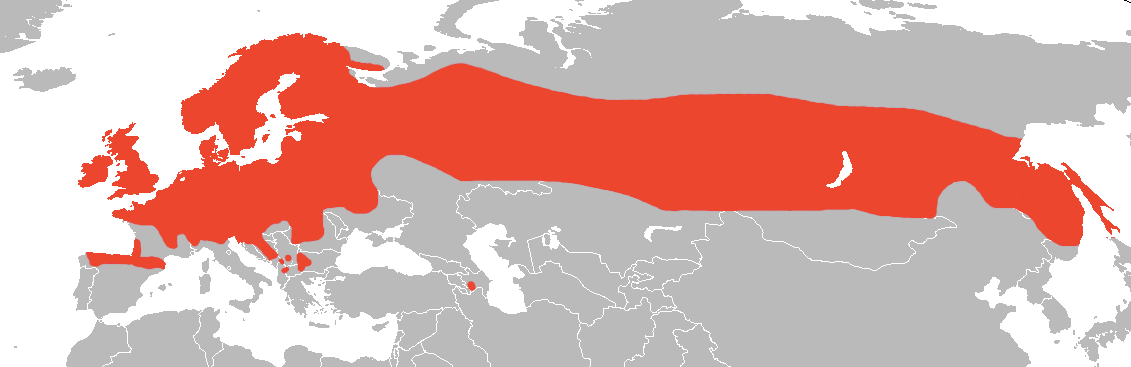
Verspreidingsgebied in rood

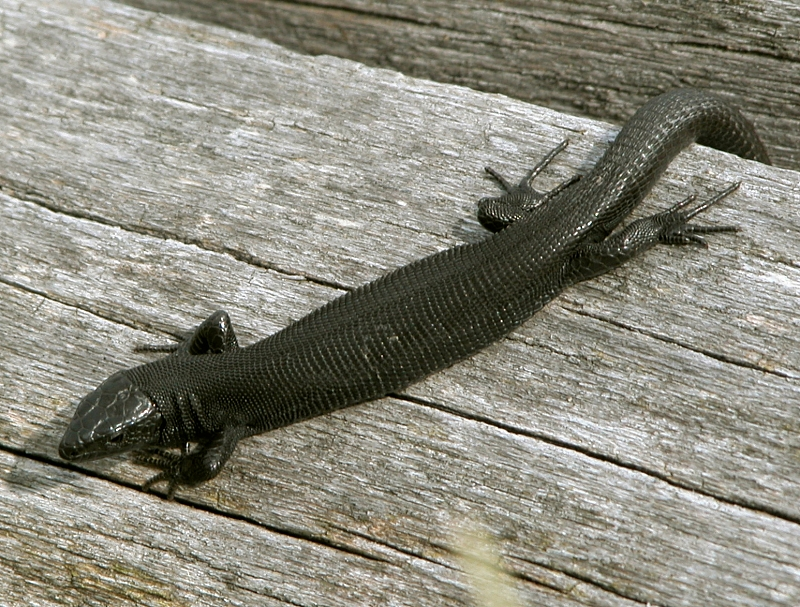
In berggebieden komen vaak melanische exemplaren voor.

De levendbarende hagedis komt voor in vrijwel geheel Europa, van Spanje, Italië en Griekenland tot boven de poolcirkel. Het verspreidingsgebied heeft de vorm van een zeer brede strook die van west naar oost loopt van Ierland en noordelijk Spanje tot Japan, het is een van de weinige reptielen die van de Atlantische tot de Pacifische kust voorkomt. Het is de enige hagedis die voorkomt in Ierland, dit eiland is door de geografische isolatie een grote barrière voor reptielen. IJsland en Portugal zijn de enige Europese landen waar de hagedis niet voorkomt.
In Rusland komt de hagedis onder andere voor in Siberië en het eiland Sachalin, tot diep in Azië in de landen China en Japan. Opvallend is het ontbreken van de hagedis in het zuiden van Europa rond de Middellandse Zee, waar andere hagedissen juist veel voorkomen. De hagedis komt wel voor in de Middellandse Zee-landen zoals Spanje, Italië en Griekenland, maar ontbreekt in het zuiden.
De levendbarende hagedis is de enige Europese hagedis die voorkomt tot ruim 300 kilometer boven de poolcirkel in Noorwegen, rond de 70° noorderbreedte. Wat betreft altitude is de levendbarende hagedis te vinden van laaglanden tot een hoogte van 2500 meter boven zeeniveau. Intens gecultiveerde gebieden als akkers zijn niet geschikt als leefgebied, bij exemplaren die in meer stedelijke gebieden leven zoals langs spoorlijnen en parken komt een regenereerde staart bijvoorbeeld vaker voor.
In België komt de levendbarende hagedis voor in het natuurgebied de Oude spoorwegberm in de gemeentes Zulte en Waregem. In Nederland komt de levendbarende hagedis vooral voor in het oosten en het zuiden van het land, vooral rond de Utrechtse Heuvelrug, de Veluwe en verspreid door Limburg, Gelderland, Brabant, Drenthe en Overijssel. Ook uit het westen van Nederland zijn meldingen bekend uit onder andere Noord-Holland en Zeeland maar hier is de soort zeldzaam. Op de Waddeneilanden is de hagedis alleen aangetroffen op Terschelling.

### Habitat

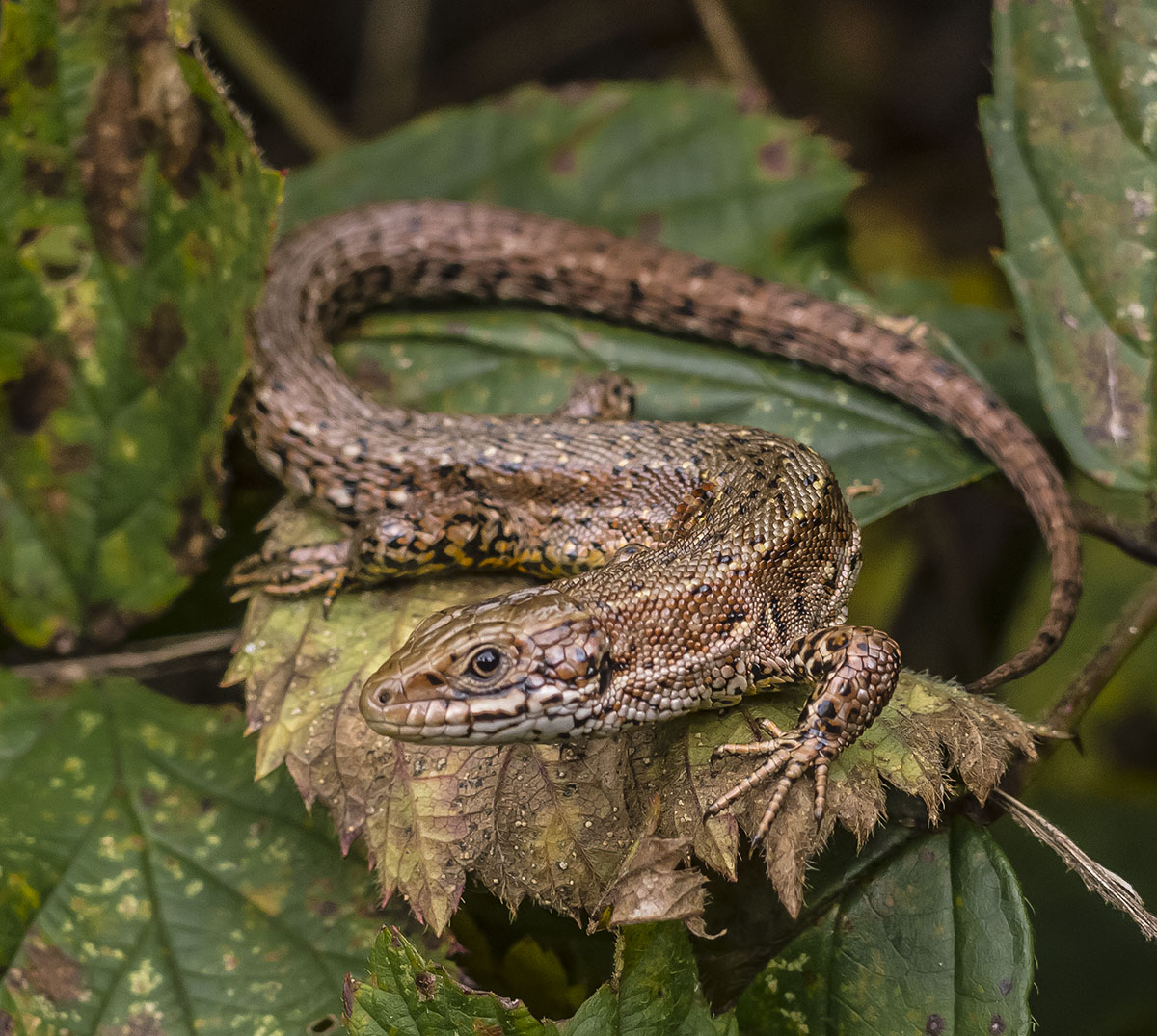
Levendbarende hagedis in het Aamsveen

De levendbarende hagedis bewoont vele verschillende habitats maar heeft een voorkeur voor begroeide en relatief vochtige gebieden zoals graslanden, natte weiden, droge delen van moerassen, hoog- en laagveen. Ook in drogere omgevingen wordt de hagedis gevonden zoals duinen, spoorwegbermen, open bossen, bosranden, heide en berggebieden. Een belangrijke vestigingsvoorwaarde is de aanwezigheid van open plekken om te zonnen. Als het leefgebied overwoekerd raakt wordt het verlaten.
In tegenstelling tot veel andere echte hagedissen kan de levendbarende hagedis zich ook in relatief koele streken handhaven en komt daardoor voor in onder andere Nederland en België en noordelijker tot in Scandinavië, al duurt de winterslaap daar aanzienlijk langer dan in het zuidelijk deel van het verspreidingsgebied.

## Levenswijze

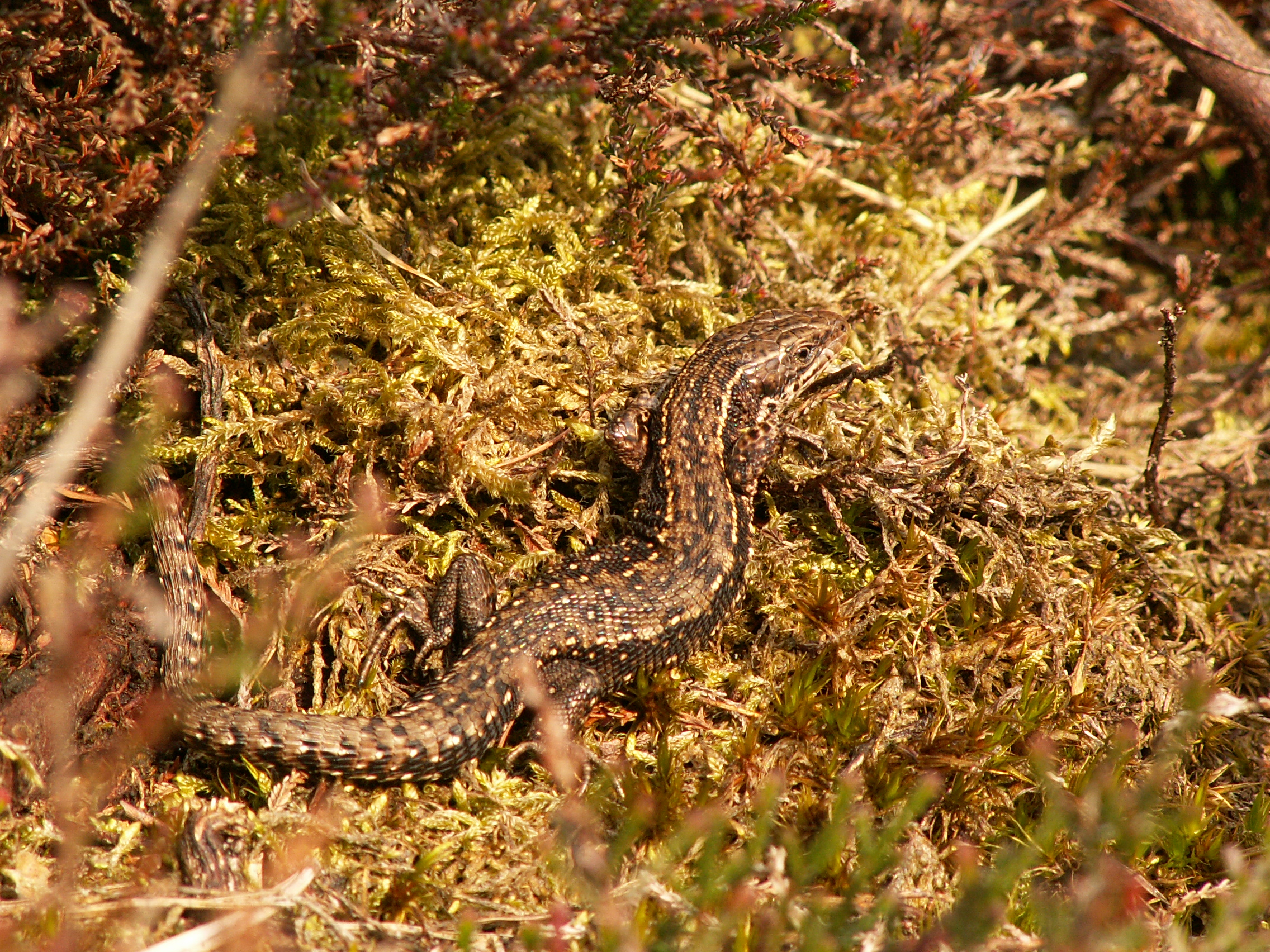
Een zonnend mannetje

De levendbarende hagedis is een bodembewonende soort die soms klimt maar dit in de regel alleen doet om te zonnen. Het is daarnaast een uitstekende zwemmer, die regelmatig het water opzoekt en ook om aan vijanden te ontkomen in het water duikt en op de bodem schuilt. Het water wordt opgezocht om van de ene plek naar de andere te zwemmen en ook in het water gevallen insecten worden moeiteloos buitgemaakt. Bij het zwemmen worden de poten langs het lijf gehouden terwijl met de staart wordt geroeid. Vermoed wordt zelfs dat de hagedis zich geografisch heeft verspreid door overstromingen, waarbij de dieren in lager gelegen delen terecht zijn gekomen en zich hier hebben gevestigd.
De hagedis schuilt bij slecht weer onder stenen, omgevallen boomstammen of in holletjes. Bij zonnig weer worden ze vaak zonnend verticaal tegen boomstammen gezien. Zonnen is belangrijk voor de levendbarende hagedis, omdat de soort in koelere streken leeft. Bij een normale lichaamstemperatuur van 15 graden, na een zonnebad kan deze oplopen tot de optimale temperatuur van ongeveer 30 graden. Om de efficiëntie te verhogen wordt de buik afgeplat om zo het lichaamsoppervlak te vergroten. De hagedis is eenmaal opgewarmd veel sneller en kan beter jagen op prooien en vluchten voor vijanden.
Gedurende een deel van de winter wordt een winterslaap gehouden, waarvan de duur afhankelijk is van de geografische locatie. Meestal zoeken de dieren vanaf oktober hun winterkwartier op om deze vanaf maart weer te verlaten. In het zuiden van Europa duurt de overwintering drie maanden, in het noorden kan dit oplopen tot wel negen maanden.
Levendbarende hagedissen leven in populaties die als kolonies beschouwd kunnen worden maar ze zijn niet erg sociaal. Gedurende de paartijd zijn de mannetjes agressief tegen elkaar al zijn ze niet zo fel als muurhagedissen die elkaar soms doodvechten als er geen schuilplaatsen voorhanden zijn. De populatiedichtheid kan oplopen van 100 tot 1000 exemplaren per hectare.

### Voortplanting

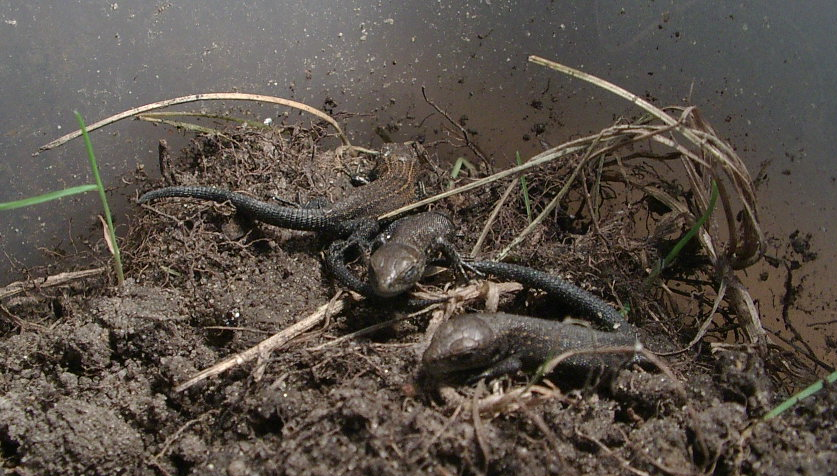
Juvenielen van ongeveer 12 dagen oud.

De voortplantingstijd begint vlak na de winterslaap; in april of mei verlaten de dieren hun schuilplaatsen. Net als andere reptielen vindt vlak na het ontwaken een vervelling plaats wat de paartijd inluidt. De mannetjes en de juvenielen komen iets eerder tevoorschijn dan de vrouwtjes, de levendbarende hagedis wordt soms al aangetroffen als er nog sneeuw ligt. Ze bakenen een klein territorium af waarin zich soms meerdere vrouwtjes bevinden en verdedigen dit agressief tegen andere mannetjes. De vrouwtjes echter staan paringen met meerdere mannetjes toe.
Als een koppeltje elkaar gevonden heeft, zal het mannetje zijn kaken gebruiken om het vrouwtje vast te grijpen en zo te verankeren. Indien het vrouwtje niet vruchtbaar is zal ze echter fel van zich af bijten. Bij de eigenlijke paring brengt het mannetje een deel van de hemipenis in, zoals alle hagedissen heeft de levendbarende hagedis een 'dubbele' penis; omdat de staart in de weg zit kan het mannetje zowel van links als van rechts contact maken met de cloaca van het vrouwtje.
De levendbarende hagedis is in de regel eierlevendbarend (ovovivipaar); er worden wel eieren geproduceerd maar de juvenielen ontwikkelen zich volledig in het moederdier. De eier'schaal' bestaat bij de geboorte uit een doorzichtig vliesje waaruit de jongen zich makkelijk kunnen bevrijden. Ze bevinden zich soms al buiten het 'ei' als ze ter wereld komen of verlaten het vlies spoedig na de geboorte. Ook bij de hazelworm en de adder komt een dergelijke voortplantingswijze voor. Waarschijnlijk beginnen de jongen te bewegen waarna het vrouwtje ze baart, er komen zo'n 4 tot 8 jongen ter wereld, dit kan oplopen tot 10. In sommige delen van het verspreidingsgebied, zoals Spanje, is bekend dat er eitjes worden afgezet op de bodem, die zich in drie tot vier weken ontwikkelen. Ook in de Balkan komen waarschijnlijk populaties voor die eitjes afzetten, dit is onderwerp van studie. De hagedis is een van de weinige dieren die zowel eierleggend als eierlevendbarend is. Vanwege de eierlevendbarendheid duurt het relatief lang eer de jongen worden geboren; het vrouwtje is twee tot vier maanden zwanger en de jongen komen tussen juli en september ter wereld. In het uiterste noorden van het verspreidingsgebied moeten de drachtige vrouwtjes overwinteren omdat de zomer te kort is voor de volledige ontwikkeling van de embryo's.
De levendbarende hagedis is na drie jaar volwassen, in het noordelijkste deel van het verspreidingsgebied kan het langer duren. In de natuur kan een leeftijd bereikt worden van ongeveer 7 tot 8 jaar, maximaal 12 jaar, maar de meeste exemplaren worden lang niet zo oud.

### Voedsel en vijanden

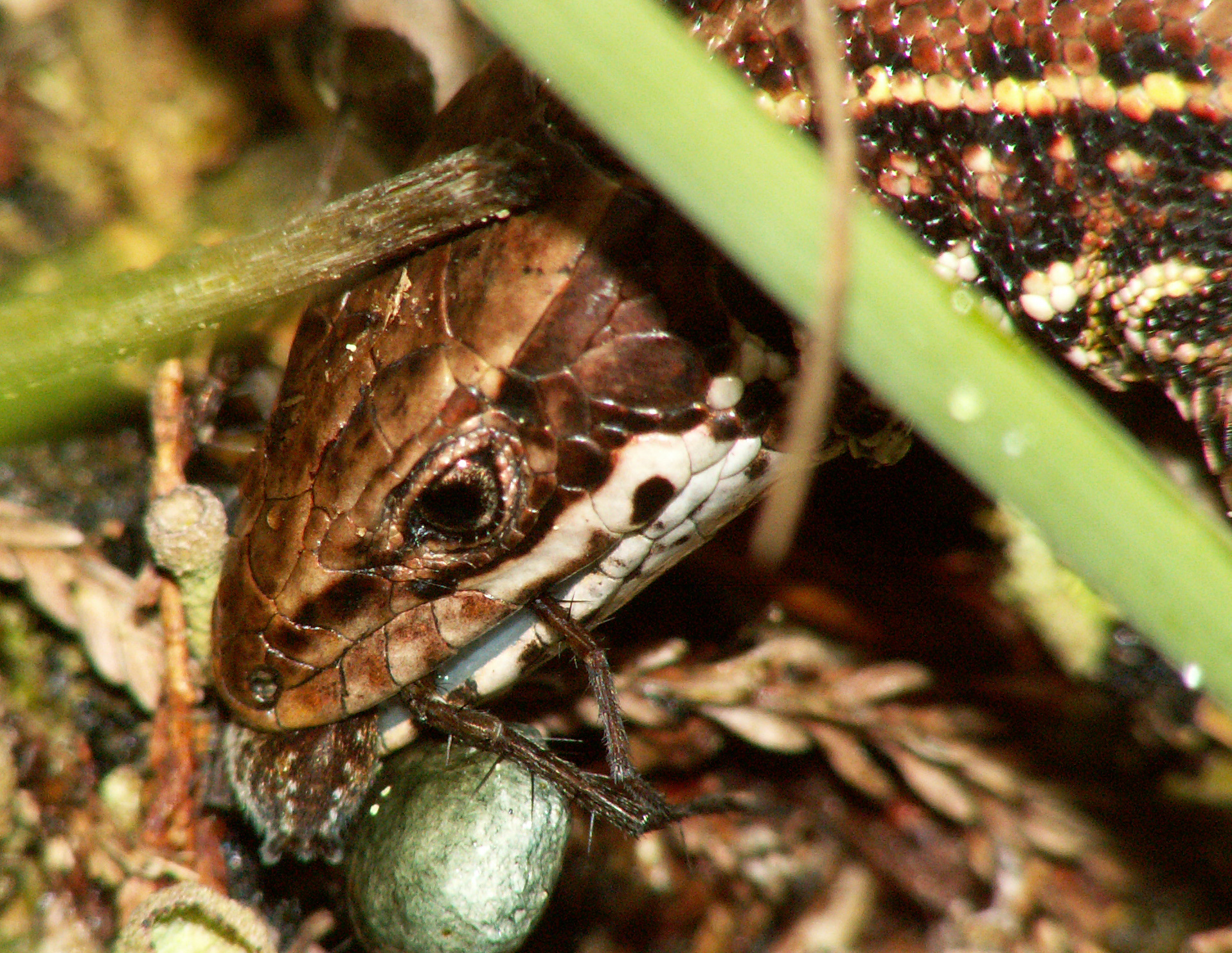
Met een buitgemaakte wolfspin.

De levendbarende hagedis eet ongewervelden, voornamelijk insecten, wormen en spinnen. De soort gebruikt ongeveer 0,5 gram voedsel per dag, en op jaarbasis zo'n zestig tot honderd prooien. Ook is wel beschreven dat de larven en eieren van mieren worden gegeten, volwassen mieren echter niet. De prooi wordt in de bek geklemd waarna schuddende bewegingen met de kop worden gemaakt om de prooi te doden of wordt de prooi doodgeslagen op een steen en vervolgens in één keer doorgeslikt. Sommige prooien, zoals rupsen, worden niet doorgeslikt, de hagedis kauwt de vloeibare lichaamssappen uit de prooi en de huid wordt achtergelaten. Stekende of onsmakelijke insecten worden vermeden. De juvenielen eten voornamelijk kleinere prooien als bladluizen en andere kleinere ongewervelden.
Belangrijke vijanden van de hagedis zijn verschillende slangen en met name vogels. Voorbeelden zijn verschillende kraaien, valken en buizerds. Ook rovende zoogdieren als de wezel en de egel zijn belangrijke predatoren en ook verschillende reptielen als slangen jagen op de hagedis, zoals de gladde slang (Coronella austriaca) en verschillende adders zoals de gewone adder (Vipera berus). Voor deze laatste soort is de levendbarende hagedis zelfs het basisvoedsel; het is de belangrijkste prooi. Ten slotte valt de levendbarende hagedis ten prooi aan grotere hagedissen; ook kannibalisme is deze hagedis niet vreemd. Naast de natuurlijke vijanden kent de levendbarende hagedis verschillende exotische bedreigingen zoals huisdieren, zowel katten, honden als kippen doden jaarlijks vele exemplaren.
Juvenielen zijn door hun geringere lengte een prooi voor vele dieren, zoals kikkers en hagedissen en zelfs ongewervelden als spinnen maken soms een kleine hagedis buit.
De hagedis staat bekend als zeer schuw en vlucht bij het minste of geringste het struikgewas in of schiet onder objecten als stenen. Soms wordt het water opgezocht, de hagedis kan het onder water tot enkele minuten uithouden.
Als de hagedis bij de lange staart wordt gegrepen kan deze afbreken, wat caudale autotomie wordt genoemd. Als de staart is afgeworpen gebeurt dit altijd bij een speciale wervel die zwakker is dan de andere wervels en de staart altijd op hetzelfde punt afbreekt. De afgebroken staart blijft nog een tijdje wild kronkelen zodat vijanden zich op de staart concentreren en de hagedis kan ontsnappen. De staartstomp wordt dichtgeknepen door de caudale spieren zodat bloedverlies beperkt blijft en er zich snel een korst kan vormen. Na een tijd groeit de staart weer aan, maar deze is altijd kleiner dan de oorspronkelijke staart en donkerder van kleur.

## Bedreiging en bescherming
Door het zeer grote verspreidingsgebied is de levendbarende hagedis niet bedreigd en wordt voor veel gebieden ook als algemeen voorkomend aangemerkt. Door de internationale natuurbeschermingsorganisatie IUCN is de beschermingsstatus 'veilig' toegewezen (Least Concern of LC).

### Nederland
De hagedis is in Nederland niet meer algemeen en wordt beschermd door CITES. Sinds 2017 is de soort ook beschermd in het kader van de Wet natuurbescherming. Op de Rode Lijst staat ze als 'gevoelig' gekenmerkt.
De levendbarende hagedis ging in Nederland in aantal en verspreidingsgebied lang achteruit door verdroging en de versnippering van het leefgebied. In het begin van de twintigste eeuw was het nog een algemene soort. Bij tellingen van de stichting RAVON bleken de aantallen tussen 1994 en 2004 met de helft te zijn afgenomen. Daarna was de afname geringer, er lijkt een zekere stabilisatie opgetreden.
In natuurgebieden wist de soort zich enigszins te handhaven, maar bijvoorbeeld in het Brabantse cultuurlandschap is de stand van deze hagedis sterk achteruitgegaan. Ook bepaalde beheersmaatregelen in natuurgebieden, zoals te intensieve begrazing of het maaien van vegetatie kunnen desastreus uitpakken voor het dier.

## Taxonomie
De soort werd voor het eerst wetenschappelijk beschreven door Nikolaus Joseph von Jacquin in 1787. Lange tijd was de wetenschappelijke naam van deze hagedis Lacerta vivipara, maar de soort werd in 1996 door Mayer en Bisschoff opnieuw ingedeeld en kreeg de geslachtsnaam Zootoca. Deze naam werd ook al in 1838 aan de soort gegeven door Stork, al maakte hij zowel in de soort- als geslachtsnaam een fout (Zootica viv(...)para). De eerste die de groep beschreef was Johann Georg Wagler in 1830. Oorspronkelijk werd Zootoca als ondergeslacht gebruikt (de naam wordt dan geschreven als Lacerta (Zootoca) vivipara) maar de groep wordt tegenwoordig als een apart geslacht beschouwd. In de literatuur duikt de oude naam nog wel op.

### Ondersoorten
Er worden drie ondersoorten erkend, die in uiterlijk en verspreidingsgebied enigszins verschillen. Tot 2000 werd ook Zootoca carnioloica als ondersoort beschouwd. Op basis van genetisch onderzoek blijkt dit toch als aparte soort te zijn. 'Zootoca vivipara sachalinensis wordt niet langer als ondersoort gezien omdat het een nomen nudum zou zijn.
In de tabel zijn de drie ondersoorten met de auteur en het verspreidingsgebied opgenomen.
| Naam                         | Auteur            | Verspreidingsgebied                       |
| ---------------------------- | ----------------- | ----------------------------------------- |
| Zootoca vivipara louislantzi | Arribas, 2009     | Andorra, Frankrijk, Spanje                |
| Zootoca vivipara pannonica   | Lac & Kluch, 1968 | Westelijk en zuidelijk Balkanschiereiland |
| Zootoca vivipara vivipara    | Jacquin, 1787     | De rest van het areaal                    |

## Afbeeldingen

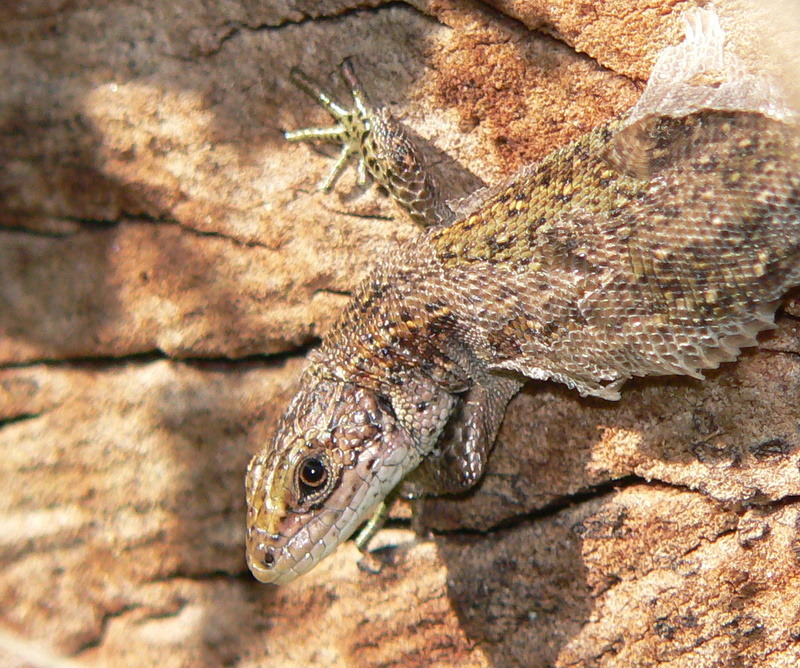
Dit exemplaar is aan het vervellen.
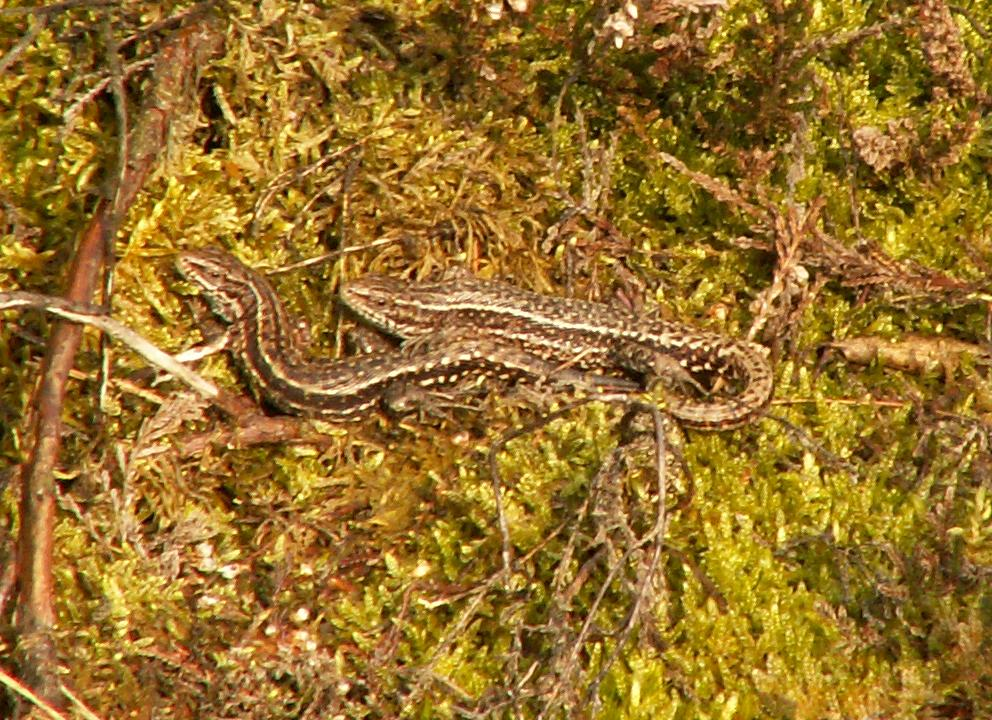
Zonnend koppeltje uit de omgeving van Arnhem.
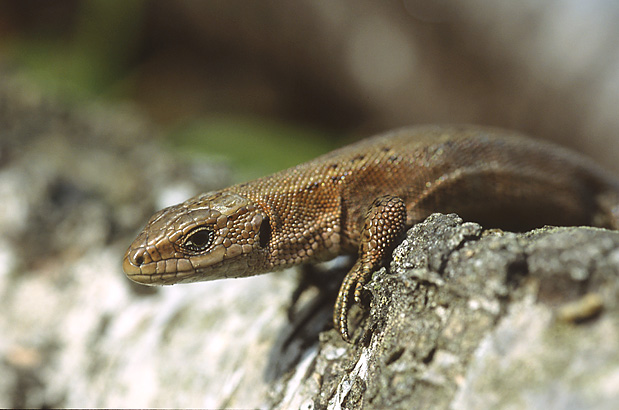
Close-up van de kop.
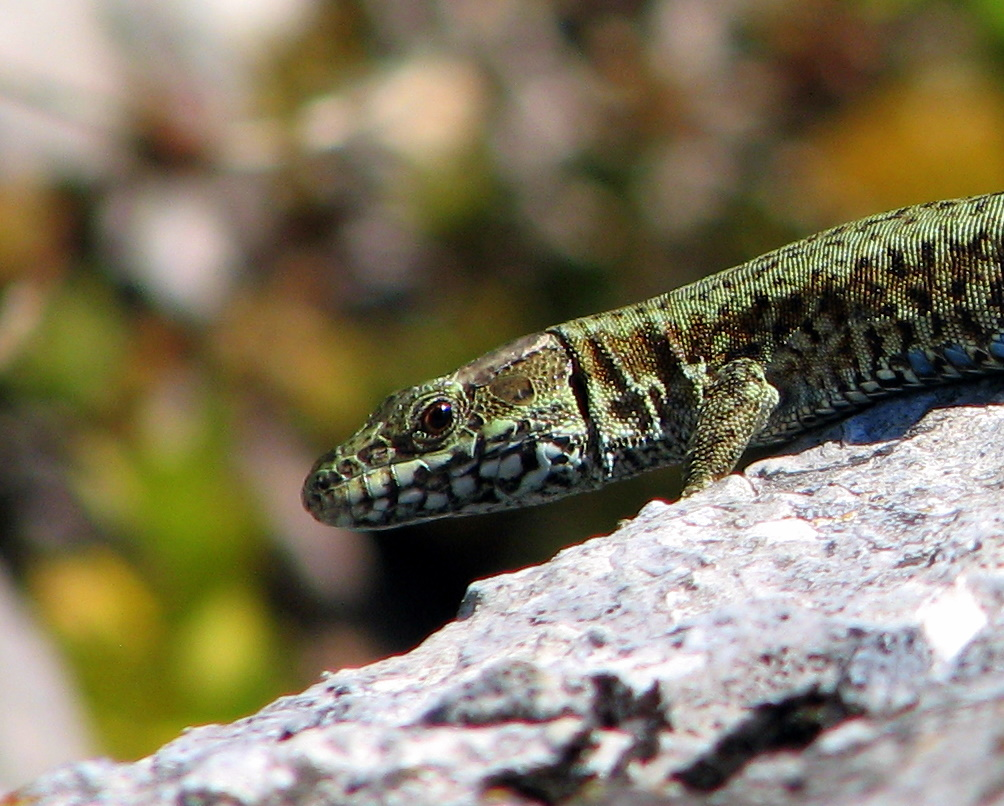
De muurhagedis heeft een spitsere kop.
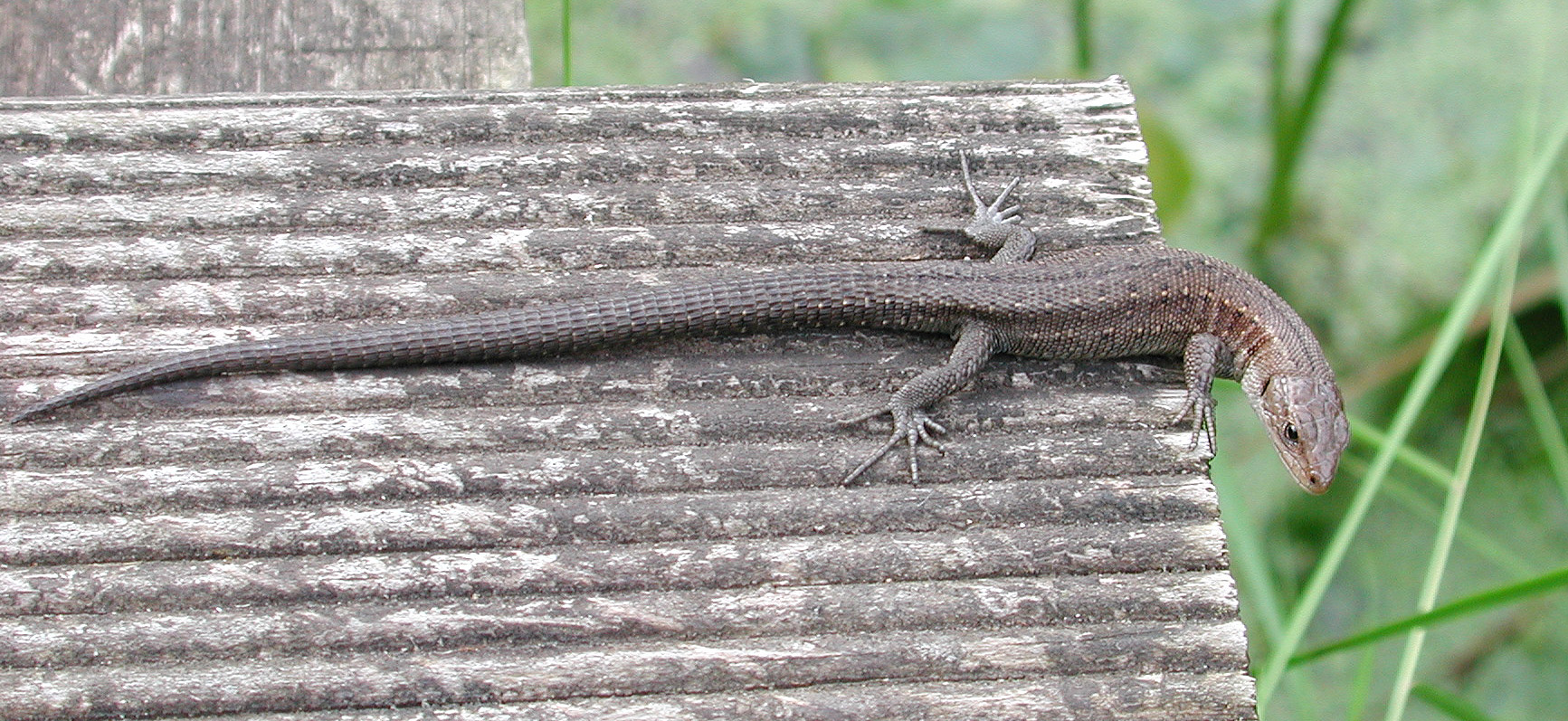
De staart is soms twee keer zo lang als het lichaam.
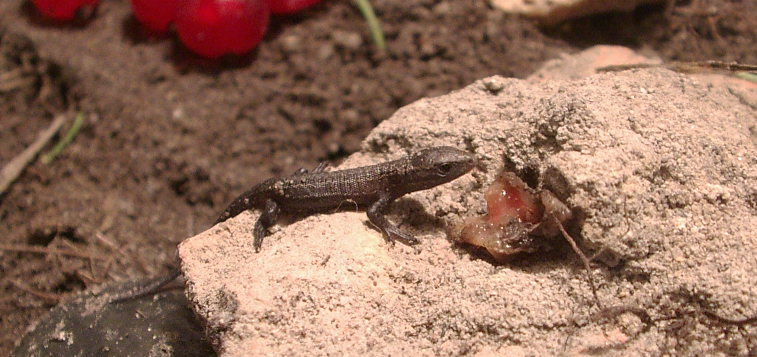
Een juveniel dat één dag oud is.
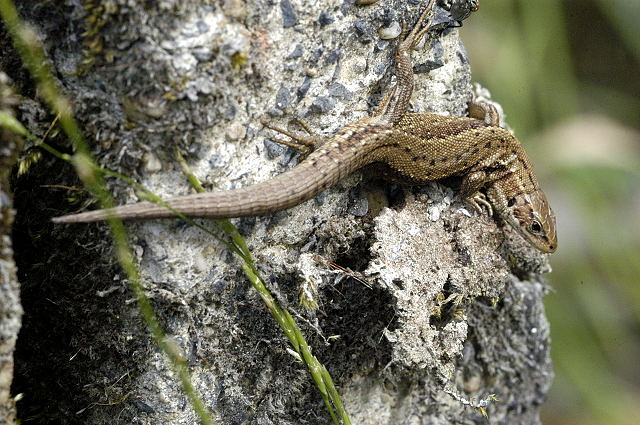
Een exemplaar uit de Ardennen.
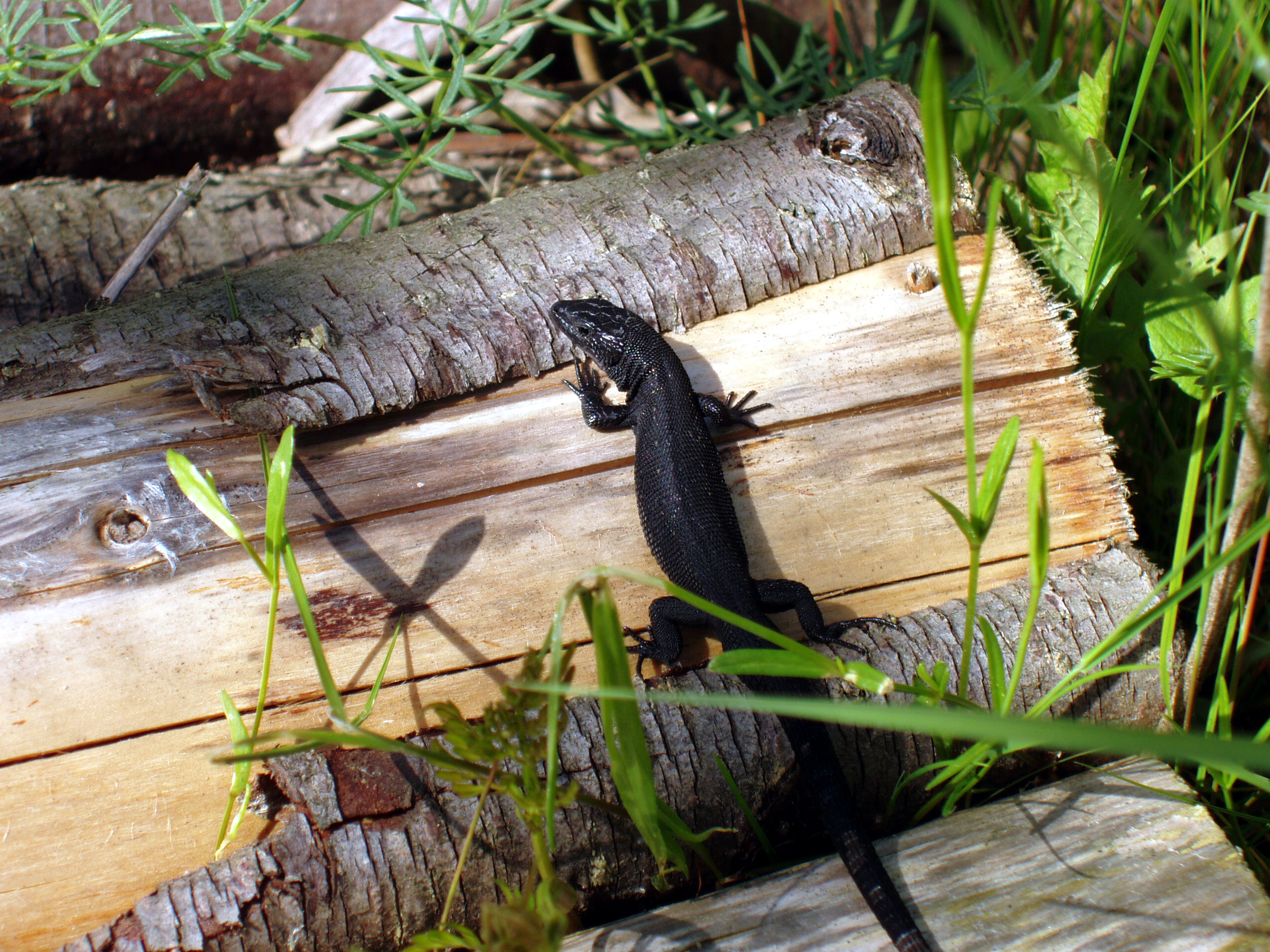
Een melanisch exemplaar uit Duitsland.